# Reichenberg (Märkische Höhe)
Reichenberg ist ein Ortsteil der Gemeinde Märkische Höhe im Landkreis Märkisch-Oderland in Brandenburg. Die Amtsgeschäfte des Ortes werden durch das Amt Märkische Schweiz getätigt.

## Geschichte
Als Richenberg wird der Ort 1335 im Zusammenhang mit dem Zisterzienserkloster Chorin erstmals urkundlich erwähnt. Vor 1412 kommt Reichenberg in den Besitz der Adelsfamilie von Pfuel. Von 1484 bis 1777 war das Dorf im Besitz der Familie von Barfus. Erstgenannt ist ein Kuno von Barfus mit dem Hauptgut in Kunersdorf und weiteren Nebengütern. Im 15. Jahrhundert musste ein von Pfuel einen Streit zwischen Hans von Barfus und dem Kloster Chorin wegen des Dorfes Reichenberg schlichten. Das örtliche Rittergut mit 910 ha Fläche, davon 178 ha Waldbesitz, befand sich im 19. Jahrhundert zunächst im Besitz des Grundbesitzers Friedrich August Leopold von Tettenborn, dann von dessen Sohn dem Ritterschaftsdirektors Albert von Tettenborn und Wolff (1818–1889), verheiratet mit Cäcilie von Seydewitz. Ihr Sohn Leopold von Tettenborn wurde in Reichenberg geboren und war später Landrat in Schlesien. 1914 war das 889 ha Rittergut bereits in bürgerlicher Hand des Adolf Schultze. Zum Gutsbetrieb gehörte damals eine Brennerei. 1929, kurz vor der großen Wirtschaftskrise, beinhaltete das Gut nur noch 317 ha. Eigentümer wurde zuvor der Oberleutnant a. D. Hellmut Makowka. Er ließ auf seinem Gut noch eine Werkwohnung auf Basis eines Darlehens errichten.
Im Jahr 1719 entstand das Vorwerk Stobberow, benannt nach dem slawischen Namen des Stobber. Ab 1801 in Julianenhof umbenannt, ist es heute Teil des Ortes.

### Einwohnerentwicklung
| Jahr          | 1875 | 1890 | 1910 | 1925 | 1933 | 1946 | 1993 | 2000 | 2006 |
| Einwohnerzahl | 247  | 206  | 250  | 279  | 285  | 284  | 345  | 346  | 285  |

## Kultur und Sehenswürdigkeiten
In der Liste der Baudenkmale in Märkische Höhe stehen die in der Denkmalliste des Landes Brandenburg eingetragenen Denkmäler des Ortes.
Dazu gehören die frühgotische Feldsteinkirche und die Gutsanlage mit Herrenhaus samt Park sowie der Wirtschaftshof. Die Dorfkirche besitzt einen mehrgeschossigen Altaraufsatz aus dem 16. Jahrhundert. Im Julianenhof befindet sich das Fledermaus-Museum Julianenhof.